# Лісова саламандра клейка
Лісова саламандра клейка (Plethodon glutinosus) — вид земноводних з роду Лісова саламандра родини Безлегеневі саламандри.

## Опис
Загальна довжина коливається від 12 до 20 см. Кінцівки добре розвинені, без перетинок між пальцями. Забарвлення чорне або темно-сіре з великою кількістю дрібних білих цяток по всьому тулубу. Характерною особливістю є рясне виділення шкірними залозами густого клейкого слизу, що насилу відмиваються з рук. Звідси й походить назва цього земноводного.

## Спосіб життя
Полюбляє непорушені масиви зрілих лісів, зарослі вологі ділянки по схилах пагорбів і ярів. Веде наземний спосіб життя і пов'язана з водою тільки в сезон парування. Під час спекотної і сухої погоди ховається у норах, під лежачими напівгнилими стовбурами дерев або всередині них, в ущелинах, серед каміння. На поверхню виходить уночі, а вдень — лише у дощову або похмуру погоду. Харчується невеликими цвіркунами, личинками комах, хробаками.
Статева зрілість настає у 2—3 роки. Парування відбувається навесні. Самиця відкладає 4—12 яєць у вологий ґрунт. Інкубаційний період триває 3 місяці.

## Розповсюдження
Поширена в східній частині США: від Коннектикуту до Флориди на півдні, і на захід до Оклахоми і Міссурі.